# گرگ رینواتر
گِـرِگ رینواتر (انگلیسی: Gregg Rainwater؛ زادهٔ ۲۷ فوریهٔ ۱۹۶۶) بازیگر اهل ایالات متحده آمریکا است.
از فیلم‌ها یا برنامه‌های تلویزیونی که وی در آن نقش داشته است، می‌توان به مبارز خیابانی اشاره کرد.